# 音乐学
音樂學（英語：musicology），是對音樂的學術性研究，一般以葛多·阿德勒（1855-1941）在1885年發表的一篇《音樂學的範疇、方法和目標》學術論文作為這門學科的開端。音樂學主要是執行一個系統性的音樂研究，最早是以「歷史學」及「人類學」的系統發展，研究成果豐碩，因而現代多將音樂學分成三大領域：歷史音樂學、民族音樂學及系統音樂學。

## 歷史音樂學
歷史音樂學，是按照時間順序，運用各種解釋歷史的方式，研究音樂歷史發展的具體過程及其規律性的一門學科。原本以西方音樂為主要研究主軸，現今已包含世界各地之音樂史研究。
1. 古文學（古譜學）
2. 音樂考古學
3. 音樂圖像學
4. 音樂史的研究（音樂史學、文獻學）
5. 音樂家,音樂作品的考察及研究

## 民族音樂學
民族音樂學，原為比較音樂學，以研究世界各民族中的音樂，及音樂與民族文化脈絡的關係為主要研究內容。此領域與人類學及社會學具有相當程度的關聯性，發展於十九世紀末期及二十世紀初期，原本以非歐洲地區音樂及口傳文化民族的音樂為主，現今則涵蓋全世界的所有音樂形式。

## 系統音樂學
系統音樂學，從各種不同的立論角度和音樂相結合的研究。當今此領域已包含相當多的子領域：
1. 音樂美學
2. 音樂生理學
3. 音樂心理學
4. 音樂社會學
5. 社會音樂學
6. 音樂醫療
7. 音樂音響學
8. 電子音響學
9. 音樂教育學
10. 音樂圖書館學
11. 音樂辭典編纂學
12. 音樂理論
13. 圖像音樂學
14. 音樂地理學

## 參见
- 音樂
- 音樂宇宙
- 繪畫理論
- 音乐治疗
- 音樂分析
- 律學
- 音高校準
- 史前音樂
- 音階
- 調性
- 世界音樂